# あぶくま台
あぶくま台（あぶくまだい）は、福島県郡山市に所在する町丁である。郵便番号は963-0664。

## 地理
郡山市役所本庁所管地域である旧郡山地区に属する。北で阿久津町、安原町（飛地）、北東から東にかけ下白岩町、南東で横川町、南から西にかけ安原町とそれぞれ隣接する。市内東部、一級水系阿武隈川右岸（東岸）側、美術館通り北側の丘陵地を切り開き造成された住宅地であり、造成完了に伴い近隣大字より分離新設された行政区域である。中央部を南北に通る一般市道あぶくま台一丁目10号線を境に西に一丁目、東に二丁目が設置されている。南東側には一部の内も残されている。芳賀に所在する郡山警察署芳賀交番、および堂前町に所在する郡山消防署本署がそれぞれ管轄にあたる。

## 世帯数と人口
2024年1月1日現在の世帯数と人口は以下の通りである。
| 町丁       | 世帯数  | 人口    |
| ---------- | ------- | ------- |
| あぶくま台 | 473世帯 | 1,132人 |

## 小・中学校の学区
市立小・中学校に通う場合、学区は以下の通りとなる。
| 番地 | 小学校             | 中学校                 |
| ---- | ------------------ | ---------------------- |
| 全域 | 郡山市立東芳小学校 | 郡山市立郡山第四中学校 |

## 交通

### 道路
- 一般市道あぶくま台二丁目宮ノ後線（メインとなる取付道路）

## 施設等
- 東部あさかぜ幼稚園